# Siófok KC

Siófok Kézilabda Club este un club de handbal feminin din Siófok, Ungaria, care evoluează în Nemzeti Bajnokság I. Echipa a participat în campionatele inferioare până în 2006, când a promovat în divizia secundă Nemzeti Bajnokság I/B. La acea vreme, omul de afaceri János Fodor a preluat controlul clubului și, cu sprijinul autorităților locale, el a garantat susținerea financiară necesară echipei pentru a-și atinge obiectivele pe termen lung.
În mai 2009, SKC a primit o solicitare surpriză din partea Federației Maghiare de Handbal de a înlocui echipa Tajtavill-Nyíradony, care se confrunta cu probleme financiare, și de a pătrunde astfel în prima divizie feminină. Siófok a îndeplinit toate condițiile cerute și a început sezonul 2009–10 în NB I. Deși nou-venit în principala ligă ungară, clubul s-a descurcat relativ bine și a terminat sezonul pe un onorabil loc șase.
Pe 5 mai 2011, Siófok KC a încheiat un contract de sponsorizare cu Galerius Wellness and Spa Center, iar ca urmare a termenilor contractuali și-a modificat numele în Siófok KC-Galerius Fürdő.

## Palmares
- Nemzeti Bajnokság I:
  - Medalie de bronz: 2012

## Echipa

### Lotul de jucătoare
Echipa pentru sezonul 2020–21
| Portari - 07 Melinda Szikora - 12 Dinah Eckerle - 77 Kincső Csapó Extreme dreapta - 08 Simone Böhme - 23 Nelly Such Extreme stânga - 09 Júlia Hársfalvi - 13 Camille Aoustin - 55 Kira Wald Pivoți - 17 Katarina Ježić - 24 Danick Snelder - 66 Póczik Kata | Interi stânga - 11 Tamara Horacek - 33 Zsuzsanna Tomori - 44 Laura Lapos Centri - 25 Nerea Pena - 29 Gnonsiane Niombla - 96 Gabriella Tóth Interi dreapta - 0 Nikolett Kiss - 06 Laura van der Heijden - 21 Csilla Mazák-Németh |

### Banca tehnică
- Președinte: János Fodor
- Manager: Miklós Bitter
- Director tehnic: Miklós Bitter
- Antrenor principal:Bent Dahl
- Antrenor cu portarii:  Melinda Pastrovics
- Fizioterapeut: Slobodan Acimov
- Medic:Attila Kisegyházi